# Megaulus sterculiae
Megaulus sterculiae är en tvåvingeart som beskrevs av Rubsaamen 1916. Megaulus sterculiae ingår i släktet Megaulus och familjen gallmyggor. Inga underarter finns listade i Catalogue of Life.